# Topologischer Deskriptor
Ein topologischer Deskriptor, oft einfach als topologischer Index bezeichnet, ist ein numerischer Wert, der aus der Struktur eines chemischen Moleküls abgeleitet wird. 
Diese Zahl wird benutzt, um chemische Eigenschaften und biologische Aktivität mit der Molekülstruktur zu korrelieren.
Der Begriff Topologie wird benutzt, weil für die Ermittlung des Deskriptors stets nur ein Teilaspekt der Molekülstruktur verwendet wird, insbesondere wird zumeist nur die Konnektivität betrachtet, also vor allem welches Atom mit welchem verbunden ist.
Vor allem gehen dabei
- die Zahl der Atome und
  - damit zusammenhängend die Kettenlängen und Ringgrößen gemessen als Atomzahl
- die Zahl von Nachbaratomen

in die Berechnung ein.
Nur manchmal werden auch
- Bindungsordnungen
- Abstände zwischen Atomen
  - damit zusammenhängend Kettenlängen und Ringgrößen als Längen
- Atommassen und -typen

in die Berechnung miteinbezogen.